# Fiskeri på Grønland
Fiskeri på Grønland er en dansk oplysningsfilm fra 1950 instrueret af Paul Marinus Hansen efter eget manuskript.

## Handling
Filmen handler om fiskeriundersøgelser, der blev lavet i Grønland hvert år. Man ser optagelser fra fiskerbåd, hvor der tages vandprøver, der fiskes med line, små og store fisk, der mærkes med nummer og som sættes ud i vandet igen. Fiskeri med trawl. Optagelser fra Sisimiut, hvor fisk fileteres og vaskes. Dybvandsrejer, der pilles og lægges fint i æsker af damer. Hvalfangerbåden "Sonja" ankommer med en stor finhval. Knivene slibes, og flænsningen af hvalen begynder. Børn hopper på hvalen. Spæk slæbes væk og hundene får resterne.